# Heybeliada
Heybeliada (gr. Χάλκη, Chalkē) – turecka wyspa we wschodniej części Morza Marmara, niedaleko azjatyckiej części Stambułu. Powierzchnia wyspy wynosi ok. 2,35 km², jest drugą pod względem wielkości wyspą w archipelagu Wyspy Książęce.